# 1928 год в авиации
Список событий в авиации в 1928 году.

## События
- 7 января — первый полёт многоцелевого биплана У-2.
- 21 февраля — первый полёт истребителя И-3.
- 18 сентября — состоялся первый полёт крупнейшего дирижабля LZ 127 «Граф Цеппелин».
- 19 сентября — первый полёт разведчика Р-5.

### Без точных дат
- Первый полёт пассажирского самолёта Bernard 190.[1]
- Первый полёт пассажирского самолёта Bernard 191.[2]